# Чэнь Шэ
Чэнь Шэ (кит. 陳涉, также известен как Чэнь Шэн кит. 陳勝, ум. 209(208?) до н. э.) — древнекитайский военачальник, предводитель первого в череде восстаний, приведших к падению империи Цинь после смерти Цинь Шихуана.

## Биография
Чэнь Шэ родился в Янчэне (陽城, на территории современного уезда Фанчэн провинции Хэнань), дата его рождения неизвестна. К 209 до н. э. он состоял в армии в чине капитана. Вместе с У Гуаном получил приказ доставить 900 солдат в Юйян (漁陽, на территории современного Пекина) для защиты северной границы от варварских племён хунну. Ливни и последовавшее за ними наводнение не позволили Чэню и У выполнить приказ к сроку, а по армейским законам Империи это означало смертный приговор как для командующих, так и для всех солдат.
Так как они все равно были обречены на смерть, у них не осталось иного выбора, нежели как поднять восстание (陳勝吳廣起義). Чэнь и У объявили, что их якобы поддерживают Фусу (старший сын Цинь Шихуана, вынужденный незадолго до того совершить самоубийство) и Сян Янь (знаменитый генерал царства Чу): это утверждение было не более чем идеологическим приёмом для привлечения врагов династии, поскольку и тот, и другой на самом деле были уже мертвы. В знак непокорности повстанцы объявили о возрождении Чу, бывшего врага царства Цинь. Столицей нового царства стал Чэньцю (陳丘, современный Чжоукоу 周口 в провинции Хэнань).
Деятельность повстанцев привлекла многих интеллектуалов, недовольных централизацией образовательной системы, осуществлённой Ли Сы. Среди них был потомок Конфуция Кун Цзя (孔甲).
Попытка противостоять огромной империи столь малыми силами была обречена на провал. Идеологической ошибкой Чэнь Шэ было также провозглашение себя монархом, вопреки разумным советам поставить на царство потомка из дома Чу. В результате его правление оказалось лишённым легитимности в глазах собственных генералов: один из них (У Чэнь), вслед за серией побед, провозгласил себя ваном царства Чжао (Зап. Чу); другой (Чжоу Фу) при поддержке дома Вэй провозгласил себя ваном Вэй. Ещё некоторые погибли в боях с Цинь. У Гуан, остававшийся ближайшим сторонником Чэнь Шэ и назначенный его наместником (假王), был убит своими же подчинёнными во время похода против Цинь.
В попытке собрать подкрепление Чэнь Шэ был убит одним из своих телохранителей, во время лично возглавляемого похода.
В правление Хань Гао-цзу (Лю Бан) уход за его могилой был предписан тридцати семьям.

## Оценка историками
Повествование о Чэнь Шэ содержится в 48 гл. Исторических записок Сыма Цяня.
Он называет причиной поражения Чэнь Шэ суровое отношение к своим генералам: они оказались в подчинении назначенных Чэнем чиновников (Чжу Фан, Ху У), без личной привязанности к правителю.
По мнению Сыма Гуана, Чэнь совершил суровые с точки зрения конфуцианской морали проступки: непочтение к отцу (отчиму?) и жестокость по отношению к старым друзьям.
Степень участия Чэнь Шэ в ослаблении империи Цинь оспаривается китайскими и западными историками, однако в истории имперского Китая за восстанием Чэнь Шэ сохраняется роль прецедента. Так же как Цинь была первой империей, объединившей Древний Китай, а монарх Цинь — первым правителем, принявшим титул императора (Хуанди), Чэнь Шэ стал первым народным ниспровергателем династии, теряющей небесный мандат, — несмотря на то, что его восстание было очень скоро подавлено.

## Примечения
1. ↑  Чэнь Шэн. www.hrono.ru. Дата обращения: 9 июня 2023. Архивировано 9 июня 2023 года.